# NGC 6819
NGC 6819是在星座天鵝座的一個疏散星團，距離太陽系約7,200光年。它是卡羅琳·赫歇爾於1784年5月12日發現的。
NGC 6819位於天鹅座和天琴座的交界處，大約有20多顆10至12等的恆星，還有更多更暗的恆星。
NGC 6819的年齡估計約為2.5±0.5億年。其距離經計算為2.16±0.57千秒差距。

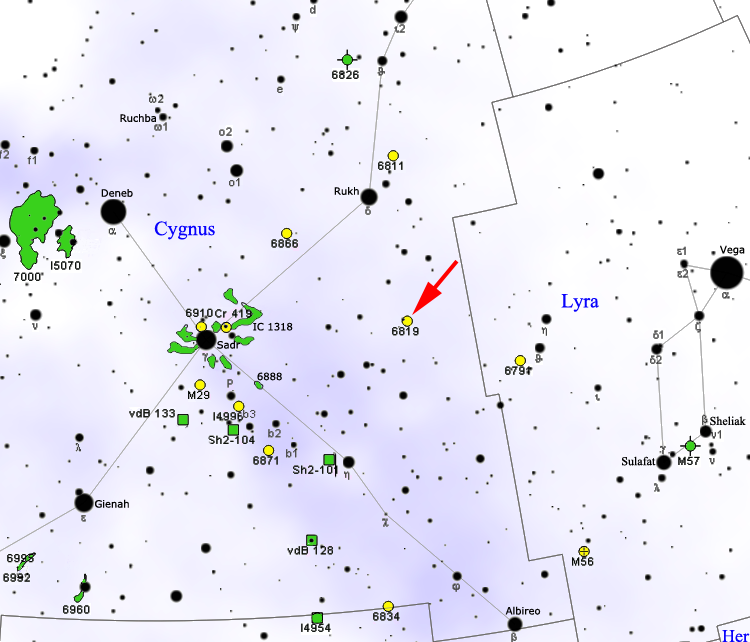
標示NGC 6819位置的星圖

## 外部連結
- 维基共享资源上的相關多媒體資源：NGC 6819
- NGC 6819 at SEDS
- NGC 6819 at Silicon Owl
- NGC 6819 at Messier45[永久]
- WikiSky上关于NGC 6819的内容：DSS2, SDSS, GALEX, IRAS, 氢α, X射线, 天文照片, 天图, 文章和图片